# Rusheen McDonald
Pour les articles homonymes, voir McDonald.
Rusheen McDonald (né le 17 août 1992) est un athlète jamaïcain, spécialiste du 400 mètres.

## Biographie
Il remporte la médaille d'argent du relais 4 × 400 m lors des championnats du monde 2013, à Moscou en Russie, en compagnie de Edino Steele, Omar Johnson et Javon Francis. La Jamaïque, qui établit le temps de 2 min 59 s 88 est devancée par l'équipe des États-Unis.
Il descend pour la première fois sous les 45 secondes en juin 2015 en établissant le temps de 44 s 60 à Kingston.
Lors des séries des championnats du monde à Pékin, Rusheen McDonald descend sous les 44 secondes avec 43 s 93, améliorant le record de Jamaïque détenu depuis 2010 par Jermaine Gonzales.

## Palmarès
| Date | Compétition                    | Lieu           | Résultat | Épreuve   | Temps         |
| ---- | ------------------------------ | -------------- | -------- | --------- | ------------- |
| 2013 | Championnats du monde          | Moscou         | 2e       | 4 × 400 m |               |
| 2015 | Relais mondiaux de l'IAAF      | Nassau         | 4e       | 4 × 400 m | 3 min 00 s 23 |
| 2015 | Championnats du monde          | Pékin          | 4e       | 4 × 400 m | 2 min 58 s 51 |
| 2016 | Jeux olympiques                | Rio de Janeiro | 2e       | 4 x 400 m | séries        |
| 2019 | Relais mondiaux de l'IAAF      | Yokohama       | 2e       | 4 x 400 m | 3 min 01 s 57 |
| 2023 | Championnats du monde          | Budapest       | 4e       | 4 × 400 m | 2 min 59 s 34 |
| 2024 | Championnats du monde en salle | Glasgow        | 3e       | 400 m     | 45 s 65       |
| 2025 | Championnats du monde en salle | Nankin         | 2e       | 4 × 400 m | 3 min 05 s 05 |

## Records
| Épreuve | Temps        | Lieu  | Date         |
| ------- | ------------ | ----- | ------------ |
| 400 m   | 43 s 93 (NR) | Pékin | 23 août 2015 |